# Sic semper tyrannis
Sic semper tyrannis (с лат. — «Так всегда тиранам») — латинское крылатое выражение. Полная версия — «Sic semper evello mortem tyrannis» (с лат. — «Так всегда приношу смерть тиранам»). Это выражение исторически употреблялось в Европе и других частях света, как эпитет или девиз против злоупотребления властью.

Печать Виргинии

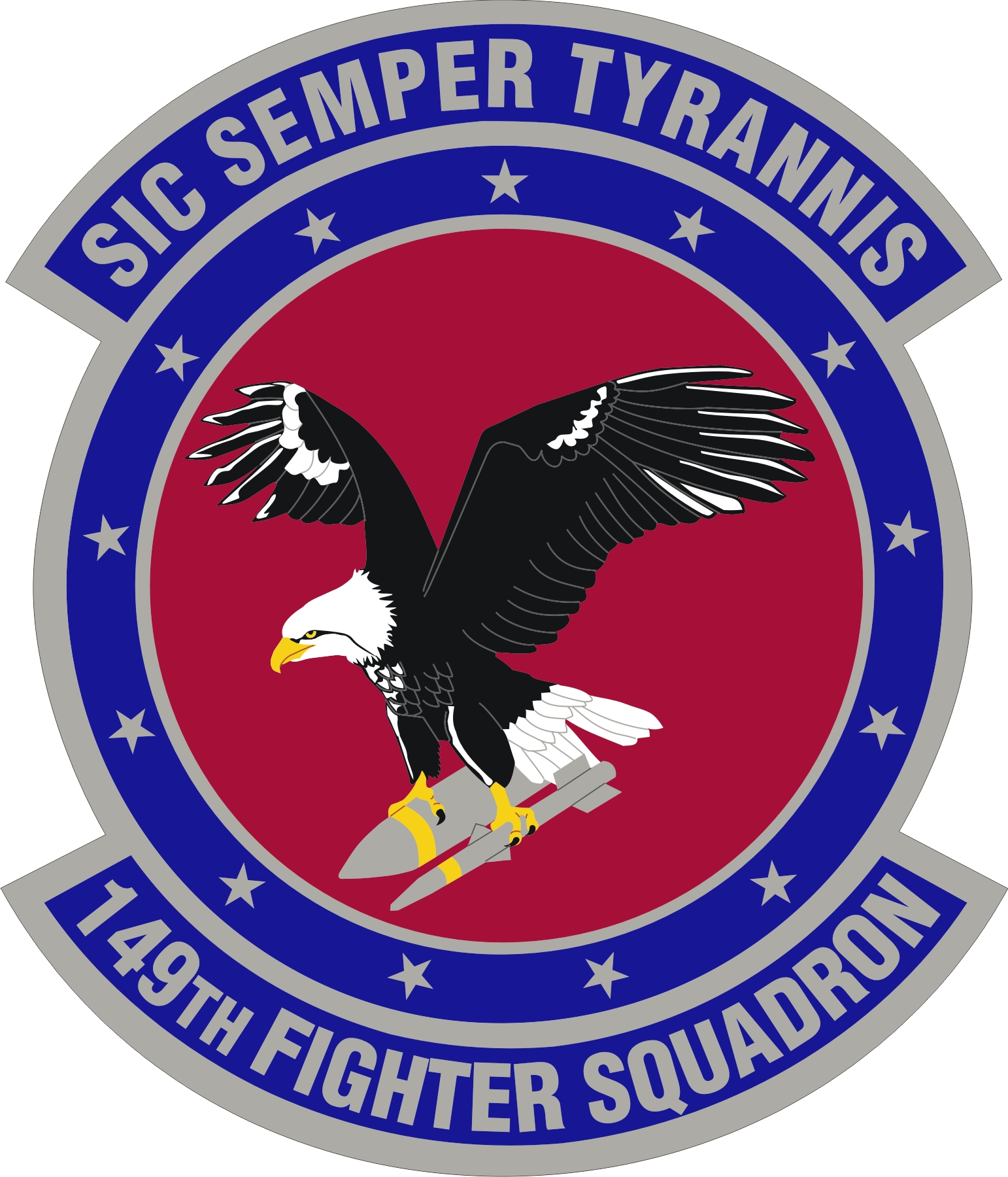
Эмблема 149й истребительной эскадрильи USAFА

## Появление
Некоторые древнеримские первоисточники[какие?] утверждают, что это выражение было впервые произнесено римлянином Марком Юнием Брутом во время убийства Юлия Цезаря 15 марта 44 года до н. э. По мнению Плутарха, Брут не имел возможности сказать что-нибудь и никто не слышал этих слов от него:
После убийства Цезаря Брут выступил вперед, как бы желая что-то сказать о том, что было совершено; но сенаторы, не выдержав, бросились бежать, распространив в народе смятение и непреодолимый страх.

## Использование
Отец Джона Тайлера произнес эту фразу, обращаясь к школьному учителю, которого Тайлер и его одноклассники связали.
Джон Уилкс Бут написал в своем дневнике, что он кричал «Sic Semper tyrannis» после того, как стрелял в президента США Авраама Линкольна 14 апреля 1865 года, отчасти из-за ассоциаций с убийством Цезаря. Фраза также содержалась в песне «Мэриленд, Мой Мэриленд», которая была популярна в то время в Мэриленде у сторонников конфедератов, таких, как Бут. Песня, содержащая фразу, была официальным гимном штата Мэриленд вплоть до 2021 г.
Тимоти Маквей был одет в футболку с этой фразой и изображением президента Линкольна, когда он был арестован после взрыва в федеральном здании имени Альфреда Марра в Оклахома-Сити 19 апреля 1995 года.
В Эквадоре публицист, редактор и дипломат Хуан Монтальво использовал данную фразу при упоминании об убийстве президента-консерватора Габриэля Гарсии Морено, застреленного группой молодых либералов в колоннаде Дворца Каронделет в Кито 6 августа 1875 года.

### Девиз штата Виргиния
Данное выражение также является официальным девизом штата Виргиния, США. Оно также изображено на печати и флаге.